# Denise Scott Brown
Denise Scott Brown (Nkana, Zâmbia, então Rodésia do Norte, 3 de outubro de 1931) é uma arquiteta, urbanista, professora e escritora americana, é também membro principal da empresa Venturi, Scott Brown and Associates, situada em Filadélfia. Denise Scott Brown e o seu segundo marido e sócio, Robert Venturi, são considerados, entre outros, como os arquitetos mais influentes do século XX, tanto pela vertente de arquitetura como planeamento urbano, bem como pela escrita teórica e ensino.

## Educação e Ensino
Nascida de pais judeus, Simon e Phyllis (Hepker) Lakofski, Denise iniciou os seus estudos na África do Sul, na Universidade de Witwatersrand entre 1948 e 1952, onde conheceu o seu futuro marido, Robert Scott Brown. Denise viajou para Londres em 1952 e continuou o seu ensino na escola superior londrina Architectural Association School of Architecture. Em 1955 formou-se em arquitetura, ano em que também se casou com Scott Brown. O casal passou os seguintes três anos a trabalhar e a viajar por toda a Europa, até 1958, quando foram para Filadélfia, com o objetivo de estudarem na Universidade da Pensilvânia, no departamento de planeamento. Em 1959, Robert Scott Brown morre num acidente de carro. Denise completou o seu mestrado em planeamento urbano, em 1960, e tornou-se um membro do corpo docente da mesma universidade após a sua formatura, completando o mestrado em arquitetura ao mesmo tempo que dava aulas. Numa reunião do corpo docente em 1960, Denise conheceu Robert Venturi, um jovem arquiteto e também membro do corpo docente, tornaram-se os dois muito próximos profissionalmente, administrando cursos em conjunto entre 1962 e 1964. Denise deixou a Universidade da Pensilvânia em 1965 e casou com Venturi, em Santa Mónica, Califórnia, a 23 de Julho de 1967. Denise mudou-se de volta para a Filadélfia, no mesmo ano, para se juntar à empresa do seu marido, Venturi e Rauch, tornando-se diretora responsável pelo planeamento urbano, em 1969.
Conhecida como uma grande estudiosa no campo de planeamento urbano, lecionou aulas na Universidade da Califórnia, em Berkeley, e foi nomeada co-presidente do Programa de Design Urbano da Universidade da Califórnia, em Los Angeles. Mais tarde deu aulas na Universidade de Yale e em 2003 foi professora convidada ao lado de Venturi na Graduate School of Design, da Universidade de Harvard. Durante os seus anos no sudoeste dos Estados Unidos, Denise mostrou um particular interesse nas cidades mais recentes de Los Angeles e Las Vegas.

## Arquitetura e Planeamento
Em 1972, em conjunto com Venturi e Steven Izenour, Denise escreveu Learning From Las Vegas: the Forgotten Symbolism of Architectural Form (Aprendendo com Las Vegas: o Simbolismo Esquecido da Forma Arquitetónica), livro que expõe estudos sobre a Strip de Las Vegas, realizado em conjunto com os seus alunos. Este livro juntou e completou Complexity and Contradiction in Architecture (Complexidade e Contradição na Arquitetura), escrito por Venturi, como uma repreensão ao modernismo ortodoxo e gostos arquitetónicos de elite, e ainda como um ponto de partida para a expansão americana e para a arquitetura vernacular. Após esta primeira experiência, Denise Scott Brown manteve-se uma escritora prolífera sobre arquitetura e urbanismo.
A empresa Venturi, Scott Brown and Associates (renomeada a 1989), possibilitou que Denise elaborasse grandes projectos cívicos de planeamento, estudos, e, mais recentemente, dirigiu imensos projectos de planeamento, nomeadamente de campus universitários. Actuou também como encarregada de obra ao lado de Robert Venturi em grandes projectos de arquitectura da sua empresa, incluindo a Sainsbury Wing of National Gallery, em Londres, o edifício do Capitólio em Toulouse, o Nikko Hotel e Spa Resort, no Japão, entre outros.

## Trabalhos Selecionados
- Edifício de Graduação de Ciência, Instituto de Ciências da Vida e o Complexo Universitário Palmer Commons; Ann Arbor, Michigan
- Campus Life Plan da Universidade de Brown y, Rhode Island (2004)
- Sugestões para o plano do campus universitário de Tsinghua; Beijing, China (2004)
- Biblioteca Baker-Berry, Colégio Dartmouth; Hanover, New Hampshire (2002)
- Instituto Radcliffe de estudos avançados do campus da Universidade de Harvard; Boston, Massachusetts (2002)
- Plano do campus do Colégio Williams; Williamstown, Massachusetts (2001)
- First Campus Center, Universidade de Princeton; New Jersey (2000)
- Perelman Quadrangle, Universidade da Pensilvânia; Philadelphia (2000)

## Prémios
- Edmund N. Bacon Prize, Philadelphia Center for Architecture; 2010
- Design Mind Award, Cooper-Hewitt National Design Awards; 2007 (with Robert Venturi)
- Athena Award, Congress for the New Urbanism; 2007
- Vilcek Prize, The Vilcek Foundation; 2007
- Harvard Radcliffe Institute Medal; 2005
- Visionary Woman Award, Moore College of Art & Design; 2003
- Vincent Scully Prize, National Building Museum; 2002 (with Robert Venturi)
- Topaz Medallion, American Institute of Architects; 1996
- National Medal of Arts, United States Presidential Award; 1992 (with Robert Venturi)
- Chicago Architecture Award, 1987
- ACSA (Association of Collegiate Schools of Architecture) Distinguished Professor Award; 1986-87
- AIA Firm Award, to Venturi, Rauch and Scott Brown; 1985

### Controvérsia do Prémio Pritzker
Quando Robert Venturi foi nomeado como vencedor do Prêmio Pritzker de Arquitetura em 1991, Denise Scott Brown não compareceu à cerimónia de premiação como forma de protesto. A organização, a Fundação Hyatt, afirmou que, em 1991, o prémio só era válido para arquitetos individuais, uma prática que mudou em 2001 com a seleção de Jacques Herzog e Pierre de Meuron.
Em 2013, Women In Design, uma organização estudantil da Escola Superior de Design de Harvard iniciou uma petição para Denise Scott Brown receber o reconhecimento conjunto com seu parceiro Robert Venturi.